# Église Saint-Jérôme de Cast
Pour les articles homonymes, voir Église Saint-Jérôme.
L'église Saint-Jérôme est située place Saint-Hubert à Cast, dans le Finistère, en France.

## Historique
Datant du XVe siècle (date déterminée par l'architecture d'un pignon du porche sud), elle présente un clocher à jour, avec une chambre unique pour les cloches. 
L'église et son calvaire font l'objet d'un classement au titre des monuments historiques par arrêté du 31 mars 1916.

## Mobilier
Elle renferme une croix de procession du XVIIe siècle, classée monument historique au titre objet.